# Marion Maréchal
Marion Maréchal (ur. 10 grudnia 1989 w Saint-Germain-en-Laye) – francuska polityk, deputowana do Zgromadzenia Narodowego, posłanka do Parlamentu Europejskiego X kadencji.

## Życiorys
Wnuczka Jeana-Marie Le Pena, wieloletniego lidera francuskiej skrajnej prawicy, a także krewna polityk Marine Le Pen. Córka Yann Le Pen oraz Rogera Auque, dziennikarza i dyplomaty. Gdy miała dwa lata, przysposobił ją ówczesny mąż matki Samuel Maréchal, po którym przyjęła nazwisko. W wieku 18 lat wstąpiła do założonego przez dziadka Frontu Narodowego. Studiowała prawo na Université Paris-Panthéon-Assas.
W wyborach w 2012 z ramienia FN uzyskała mandat posłanki do Zgromadzenia Narodowego XIV kadencji w jednym z okręgów departamentu Vaucluse. Została uznana za najmłodszego deputowanego w nowożytnej historii Francji. Dołączyła do biura politycznego Frontu Narodowego. W 2015 ubiegała się o prezydenturę regionu Prowansja-Alpy-Lazurowe Wybrzeże, przegrywając w drugiej turze z Christianem Estrosim. Została natomiast wybrana w skład rady regionu PACA, w której objęła funkcję przewodniczącej frakcji radnych FN.
W maju 2017 ogłosiła rezygnację z ubiegania się o poselską reelekcję w tym samym roku. Również w 2017 złożyła mandat radnej regionu. W 2018 założyła w Lyonie prywatną szkołę wyższą ISSEP (Institut des sciences sociales, économiques et politiques).
Przed wyborami prezydenckimi w 2022 powróciła do aktywności politycznej, poparła wówczas kandydaturę Érica Zemmoura. Objęła funkcję wiceprzewodniczącej założonej przez tegoż narodowo-konserwatywnej partii Reconquête. Otwierała listę tego ugrupowania w wyborach europejskich w 2024, uzyskując w wyniku głosowania z czerwca tego samego roku mandat posłanki do PE X kadencji. W tym samym miesiącu poparła współpracę ze Zjednoczeniem Narodowym w rozpisanych przez prezydenta wyborach parlamentarnych, za co została przez Érica Zemmoura wykluczona z partii.

## Życie prywatne
Przez pewien czas używała nazwiska Maréchal-Le Pen. W 2014 jej pierwszym mężem został Matthieu Decosse, z którym ma córkę Olympe. Małżonkowie rozwiedli się w 2016. W 2021 jej drugim mężem został włoski polityk Vincenzo Sofo, z którym ma córkę Clotilde.